# Cleiton Táxi Aéreo-vlucht PT-EUJ
Cleiton Táxi Aéreo-vlucht PT-EUJ was een passagiersvlucht die op 13 mei 2010 neerstortte. Alle zes inzittenden kwamen daarbij om het leven.
De vlucht vertrok op 13 mei vanaf Aeroclube de Manaus en was op weg naar Aeroporto de Maués. Alle passagiers waren ambtenaren werkend voor het Secretariaat voor Educatie van Amazonië (SEDUC) en voor het staatspersbureau (AGECOM).